# Fairwaves
Fairwaves — телекоммуникационная компания, специализировавшаяся на разработке SDR и построении недорогих мобильных сетей. В частности, компания работала в регионах, где не было развитой телекоммуникационной инфраструктуры — в Африке, на островах. 
Основана в начале 2010-х годов российским специалистом по телекоммуникациям Александром Чемерисом. Аппаратура, разрабатываемая компанией, была открытой. В 2016 году выручка Fairwaves составила 800 тыс. долларов США. Компания прекратила деятельность примерно через десять лет работы.